# Mari Iijima
Mari Iijima (飯島真理 Iijima Mari?) (Tsuchiura, Ibaraki, 18 de mayo de 1963) es una seiyū, cantante y compositora japonesa. Es especialmente conocida por haber sido la voz de Lynn Minmay en la serie animé The Super Dimension Fortress Macross.

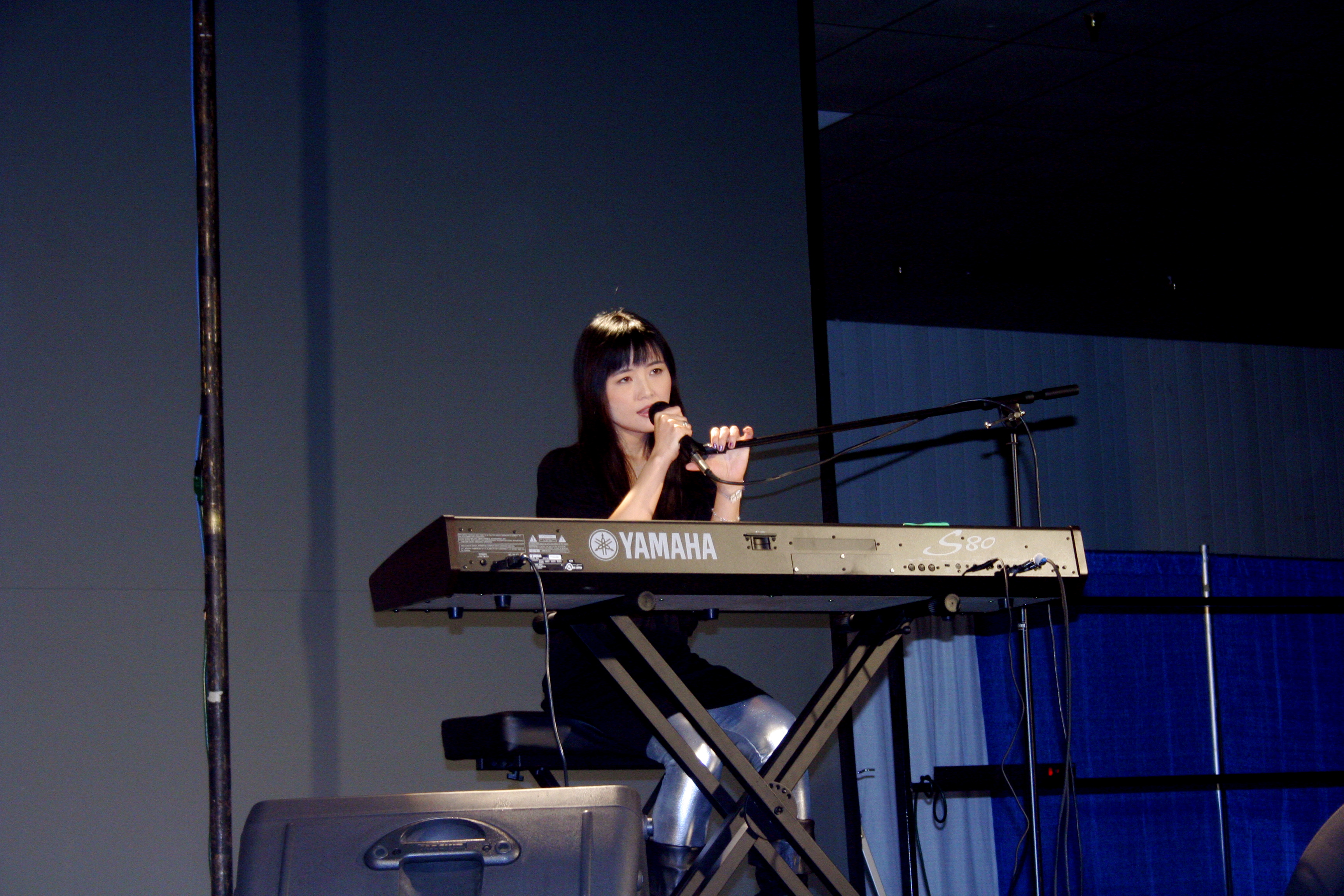
Mari Iijima en Tekkoshocon 5, 14 de abril de 2007

Ha tenido una exitosa carrera musical, publicando varios discos en inglés. Su última producción ha sido As Sharp As A Knife, As Sweet As Strawberries. En el año 2000 fue nominada como mejor artista pop para Los Angeles Music Awards por su álbum No Limit.
Sin embargo, su asociación con Lynn Minmay es lo que la ha hecho más conocida. Iijima ha declarado que durante mucho tiempo le molestó dicha asociación, ya que consideraba que había dificultado su carrera como cantante, pero que actualmente acepta a Minmay como una parte importante de su vida.
Desde 1989 está radicada en Los Ángeles, California.

## Discografía
- Rose (1983)
- Blanche (1984)
- Midori (1985)
- Kimono Stereo(1985)
- Coquettish Blue (1987)
- Miss Lemon (1988)
- My Heart in Red (1989)
- It's a love thing (1990)
- Believe (1991)
- Different Worlds (1993)
- Love Season (1994)
- Sonic Boom (1995)
- Good Medicine (1996)
- Europe (1997)
- Rain & Shine (1998)
- No Limit (1999)
- Right Now (2001)
- Silent Love (2003)
- Wonderful People (2004)
- Uncompomising Innocence (2006)
- Echo (2009)
- Take a Picture against the Light (2012)
- Dancing with Lynn Minmay (2013)
- Sharp as a Knife, as Sweet as Strawberries (2014)

## Filmografía
- The Super Dimension Fortress Macross (1982) - Lynn Minmay
- Pacific Blue - God's Gift (1999)
- Spyder Games - Episodios 1-2 (2001) - Soraya
- The Super Dimension Fortress Macross (English dub) (2006) - Lynn Minmay